# 6,5 × 55 mm
Die 6,5 × 55 mm ist auch unter den Bezeichnungen 6,5 mm Mauser, 6,5 × 55 mm SE (C.I.P.), 6,5 × 55 mm Krag, 6,5 × 55 mm Schwedisch Mauser bekannt. Sie war mehrere Jahrzehnte lang die Standard-Gewehrpatrone Schwedens und Norwegens.

## Geschichte
Schweden und Norwegen waren in der Zeit von 1814 bis 1905 in Personalunion verbunden. Die Patrone wurde 1891 von der norwegisch-schwedischen Gewehrkommission in Auftrag gegeben und im Oktober 1893 in Norwegen übernommen. Auf Basis dieser Munition übernahm Norwegen danach das Krag-Jørgensen Modell 1894 als Standardgewehr, Schweden 1896 das Modell Carl Gustaf M/96, das bis in die 1970er-Jahre im Gebrauch des Militärs blieb.

## Beschreibung
Alle weiteren Gewehre, Karabiner und Maschinengewehre beider Länder wurden für das Kaliber 6,5 × 55 mm eingerichtet, so zum Beispiel das norwegische Madsen-lMG sowie die schwedischen leichten (Browning M1921) und schweren (Browning M1936, Schwarzlose M 1914 und M1914/29) Maschinengewehre.
Die norwegische und schwedische Variante dieser Patrone unterschied sich voneinander durch deren Geschoss- und Pulvermasse; dennoch wiesen beide Patronen nahezu identische ballistische Leistungen auf. Die Flugbahn des Geschosses war sehr flach und die Treffgenauigkeit daher hoch. Die ursprüngliche Patrone war mit einem Stahlmantelrundkopfgeschoss ausgestattet, das noch vor dem Ersten Weltkrieg durch ein Spitzgeschoss ersetzt wurde.

## Jagdliche Verwendung
Die 6,5 × 55 mm erfreut sich bis zum heutigen Tag in Deutschland großer jagdlicher Beliebtheit. Sie erfüllt mit einer E100 von 2000 J und dem Geschossdurchmesser von 6,5 mm alle Voraussetzungen um in Deutschland auf alles Schalenwild verwendet werden zu können. Dabei verbindet sie eine hohe Eigenpräzision mit geringem Rückstoß und geringster Wildbretentwertung.

## Bezeichnungen
- Norwegen: 6,5 mm Krag M/1894[6]
- Schweden: 6,5 mm Mauser m/94 und Mauser m/96[1]